# Pastwiska (Basses-Carpates)
Pour les articles homonymes, voir Pastwiska.
Pastwiska est une localité polonaise de la gmina de Zarszyn, située dans le powiat de Sanok en voïvodie des Basses-Carpates.